# Dolgánok

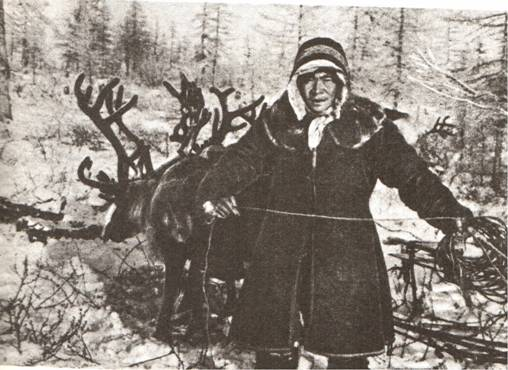
Dolgán férfi fényképe

A dolgánok (orosz nyelven: Долганы; dolgán: Долган, Дулҕан Dulğan, Һака (Sakha); jakut nyelven: тыа-киһи) egy főként az oroszországi Krasznojarszki határterületen élő etnikai csoport. Több csoport leszármazottai alkotják, különösen az ekevenek, mely az orosz észak egyik őslakos népe. A dolgánok a legközelebbi rokonságban a jakutokkal állnak. A török nyelvet valamikor a 18. század után vették át. A 2010-es népszámlálás során 7885 dolgánt tartottak számon. Ebből 5517 fő a Tajmiri Dolgan–Nyenyec járásban él.
A dolgán nyelvet beszélik, amely a jakut nyelvvel áll szoros rokonságban.

## Történelem
A dolgánok a 17. században az Olenyok folyó és a Léna folyó medencéjében éltek. A 18. században költöztek jelenlegi lakóhelyükre, a Tajmir-félszigetre. 19. században és a 20. század elején kezdett kialakulni a dolgán identitás, három olyan csoport hatására, akik a Léna és az Olenyok folyó vidékéről vándoroltak a Krasznojarszki határterületre: ekevenek, jakutok, enyecek és úgynevezett tundrán túli parasztok (зату́ндренные крестья́не, zatundrennije kresztyanye).

## Kultúra és megélhetés
A dolgánok eredetileg nomád vadászok és rénszarvastenyésztők voltak. A szovjet korszakban azonban megakadályozták, nomád életmódjuk folytatását, és arra kényszerítették őket, hogy kolhozokat (kollektív gazdaságokat) alakítsanak, amelyek – hagyományos tevékenységeik mellett – rénszarvastenyésztéssel, halászattal, tejtermeléssel és háztáji gazdálkodással is foglalkoztak. 1983-ban Shirin Akiner antropológus azt állította: „A dolgánok teljes jogú szovjet állampolgárok. Minden foglalkozásban megtalálhatók, bár többségük paraszt és kolhozdolgozó. Életkörülményeik is hasonlók a Szovjetunió más népcsoportjaihoz.”

## Vallásuk
A dolgánok többsége régi sámánista hitet gyakorol; a legtöbbjükre azonban hatással van a keleti ortodox kereszténység.

## Nevezetes dolgánok
- Ogdo Akszjonova – költő, a dolgán irodalom megalapítója.